# Afra z Brescie
Svatá Afra z Brescie žila ve 2. století a byla ženou šlechtice v Brescii v oblasti Lombardie. Konvertovala ke křesťanství a pokřtěna byla svatým Apolloniem z Brescie. Byla umučena za pronásledování křesťanů císařem Hadriánem. Zemřela roku 133.
Její svátek se slaví 24. května.